# 南茼蒿
南茼蒿（学名：Chrysanthemum segetum），为菊科茼蒿属下的一个植物种。